# フランソワ・シャトレ
フランソワ・シャトレ（François Châtelet、1925年4月27日 - 1985年12月26日）は、フランスの哲学者。専門はギリシア哲学、哲学史・政治思想史。アルジェリア、チュニジアの高等学校で6年間教鞭を執った後、帰国後も主にグランゼコール準備級で哲学を教える傍ら政治活動に参加し、フランス共産党のソ連支持・アルジェリア戦争政策に反対してアンリ・ルフェーヴルらとともに『レタンセル（火花）』誌を創刊。スターリン批判後は、マルクスを新たな視座で捉え直すためにエドガール・モラン、コスタス・アクセロス、ロラン・バルトらによって創刊された哲学論文誌『アルギュマン』に寄稿し、これをもとに博士論文を執筆した。1969年に五月革命の精神を受け継ぐ開かれた大学としてヴァンセンヌ大学が設立された際に、ミシェル・フーコー、ジル・ドゥルーズとともに哲学科を創設。1983年にはジャック・デリダ、ジャン＝ピエール・ファイユ、ドミニック・ルクールとともに、高等教育制度から独立した開かれた哲学のための国際哲学コレージュを創設した。

## 生涯

### 背景・教育
フランソワ・シャトレは1925年4月27日、パリ郊外のブローニュ＝ビヤンクール（オー＝ド＝セーヌ県）に生まれた。プチ・ブルジョワ家庭で、父ジャン・シャトレはパリ公共交通社（パリ交通公団の前身の一つ）の職員で、路面電車の車掌（後にオーベルヴィリエの車庫係）であった。
初等教育を修了した後、第一次大戦の勃発でフランス中部のクルーズ県に疎開したが、町が空爆を受けたためにパリに戻り、リセ・ジャンソン＝ド＝サイイ（16区）、次いでリセ・クロード＝ベルナール（16区）に学ぶ一方、対独レジスタンスに参加した（ポスターを貼ったり、チラシを配ったりという程度であった）。最初は文学に関心を持ち、アンドレ・ジッド、アンドレ・マルロー、カフカ、フォークナーなどを耽読し、さらにフランス革命への関心から歴史を学んだ。
1943年にバカロレアを取得し、ソルボンヌ大学に入学。哲学を専攻し、同大学哲学研究所の図書館に通った。この図書館は、「パリ解放の知識人」と呼ばれる、パリ解放時に20歳前後であった主にマルクス主義の知識人の拠点であり、哲学科の教授陣には合理的唯物論のガストン・バシュラールがいた。シャトレがマルクス主義に出会ったのはこうした環境においてであり、さらに後に極左トロツキストのグループに参加することになるが、学生時代により大きな影響を受けたのは古代ギリシア以降の理性主義、とりわけ、アレクサンドル・コジェーヴとエリック・ヴェイユから学んだヘーゲル哲学であった。コジェーヴはすでに1933年から1939年まで高等研究実習院でヘーゲルの『精神現象学』に関する講義を行い、レイモン・クノー、ジャック・ラカン、ミシェル・レリス、ジョルジュ・バタイユら後の「前衛」の作家・哲学者が受講したことでフランス思想に影響を与えることになるが、大戦直後は、ヴィクトル・ルデュックやロジェ・ガロディの正統派マルクス主義、サルトルやメルロー＝ポンティの実存主義、アラン・ダニエルーのキリスト教哲学が主流であったため、シャトレにとってヘーゲルは「新鮮であった」。一方で、サルトルの『イマジネール - 想像力の現象学的心理学』（原著、1940年）や『レ・タン・モデルヌ』誌（1945年創刊）における大胆で、斬新な試みにも惹かれたシャトレは、学生時代の自らを「ヘーゲル＝マルクス主義的実存主義者」と定義している。

### アルジェリア、チュニジア民族主義運動
1948年に哲学の大学教授資格を取得し、ジャンヌ＝マリー・マトン（Jeanne-Marie Mathon）と結婚（1957年離婚）。同年、オラン（アルジェリア）の高等学校リセ・ラモリシエールに赴任した。同校の教員に歴史学のマルク・フェロー、哲学のジャン・コーアン、文学のジャクリーヌ・ローザンブルム（カミュ研究者）らがいた。シャトレとマルク・フェローはフランス労働総同盟の教員労働組合を結成し、シャトレが書記長に就任。現地の軍備拡張反対、脱植民地化、反戦運動を支持した。1949年に現地のフランス語日刊紙『オラン・レピュブリカン（共和政オラン）』からの依頼で、後の同僚で哲学者・フーリエ研究者のルネ・シェレールとともに週刊コラムを担当した。同紙は、フランス共産党の支部として1920年に結成されたアルジェリア共産党（1936年に独立）の機関紙であったが、党員の多くは欧州系の住民であり、シャトレはマルクス主義を支持しながらも、ソ連を支持する共産党とは特に国家のあり方について意見が対立することが多かった。
翌1950年には歴史学者アンドレ・マンドゥーズの紹介で、同年創刊の『コンシアンス・アルジェリエンヌ（Consciences algériennes、アルジェリアの良心・信条）』誌に編集委員として参加した。同誌には欧州系知識人のほか、現地の民族主義の知識人アブデルカデル・マハダッド（Abdelkader Mahdad）やアブデルカデル・ミムーニ（Abdelkader Mimouni）らも参加し、マンドゥーズが執筆した創刊の趣意には「人種差別と植民地主義を撤廃しない限り、アルジェリアの良心は不可能である」と書かれ、創刊号にはシャトレのマルクス主義的政治思想の出発点となった「民族主義と階級意識」、マンドゥーズの「アルジェリア問題に関する一キリスト教徒の考察」が掲載された。同誌は1954年に『コンシアンス・マグリビーヌ（Consciences maghribines）』に改題された。フランス語では「マグレビーヌ（maghrébine、マグレブ）」とすべきところ、「マグリビーヌ（マグリブ）」としたのは、宗主国フランスではなく中東（アラビア語）での発音に忠実な表記にすべきであるという民族主義者の主張によるものであった。だが、このときシャトレはすでにチュニジアに移住していた。港湾労働者のストライキを支持する演説をするなど、労働総同盟の現地支部で積極的な活動を展開したために帰国処分を受けたが、チュニスのカルノ高等学校（Lycée Carnot de Tunis）へ転任する機会を得て出国し、同校の文学グランゼコール準備級で哲学を教えることになったからである。著書『マルクス主義と構造主義』で知られる人類学者リュシアン・セバークは同校の教え子の一人である。だが、ここでもまた、チュニジアの民族主義運動を主導したハビーブ・ブルギーバのネオ・デストゥール党（新立憲党）を公然と支持したため、大学区長リュシアン・ペイ（のちにミシェル・ドブレ内閣の国民教育相）から叱責を受けた。

### 帰国後の教育・研究 (1954-1969)
アルジェリアで2年間、チュニジアで4年間教えた後、1954年10月、公教育省中央視学局勤務の後にバシュラールの後任としてソルボンヌ大学で科学哲学の講座を担当していたジョルジュ・カンギレムの勧めで帰国し、北部のアミアン（ソンム県）のリセに就任した。翌1955年に博士論文を執筆するために国立科学研究所（CNRS）の研修生になり、パリに戻って1959年まで研究と論文の執筆に専念し、同年に博士論文「ペルシア戦争末期からカイロネイアの戦いまでの古代ギリシアの哲学における歴史思想の形成」を提出。1961年に深夜叢書から『歴史の誕生 - ギリシアにおける歴史思想の形成』として刊行され、翌年に増補版『ロゴスとプラクシス - マルクス主義の理論的意義に関する研究』を発表した（著書参照）。論文提出後1969年までの10年間は、再び高等学校教員としてパリのリセ・サン＝ルイ（6区）、リセ・ルイ＝ル＝グラン（5区）などの主にグランゼコール準備級で哲学を教えた。

### アルジェリア戦争、スターリン批判
シャトレはアミアンのリセに就任したときにフランス共産党に入党した。これは1948年に哲学者コルネリュウス・カストリアディスとクロード・ルフォールによって結成された革命的マルクス主義のグループ「社会主義か野蛮か」に参加するためであったが、パリに戻ってからは、研究・教育活動と並行して、作家・哲学者のラファエル・ピヴィダル、人類学者・民族学者ピエール・クラストル、リュシアン・セバーク、哲学者・精神分析家のフェリックス・ガタリらソルボンヌ大学を拠点とするマルクス主義知識人と活動を共にし、アルジェリア戦争、1956年のソ連共産党第20回大会におけるフルシチョフ報告（スターリン批判）とハンガリー動乱におけるソ連軍の介入といった一連の事件に対する共産党の方針に真っ向から反対した。実際、共産党は植民地主義を批判し、アルジェリアの独立を主張する唯一の政党であったにもかかわらず、フランスの植民地主義的支配を廃絶し、アルジェリアが主権国家を建設することを明確に支持したわけではなく、スターリン批判についてもその正当性を認めることに終始していた。
同様に、1956年には、同じマルクス主義の哲学者ヴィクトル・ルデュック、アンリ・ルフェーヴルとともに、共産党のソ連支持・アルジェリア戦争政策に反対して「レタンセル（L’Étincelle、火花）」グループを結成し、機関誌『レタンセル』を創刊。ミシェル・シテ（Michel Cité）の偽名で寄稿した。レタンセルの活動は、グループの一員ジェラール・スピツェールを介して、直接または地下組織「ジャンソン機関」を介してアルジェリア民族解放戦線（FLN）を支援したドゥニ・ベルジェ、フェリックス・ガタリ創刊の月刊誌『共産主義の道（Voie communiste）』の活動につながった。
1957年以降、シャトレは民族解放戦線支援のために奔走した。同年、歴史学者のピエール・ヴィダル＝ナケが、25歳のアルジェリア共産党員・独立運動家で数学者のモーリス・オーダンがフランス軍に拷問され、失踪した事件について真相究明を求める「オーダン委員会」を結成した。委員会にはアンドレ・ブルトン、ジャック・ベルク、ジャン＝マリー・ドムナック、マルグリット・デュラスらの知識人が多数参加し、1960年9月6日には「アルジェリア戦争における不服従の権利に関する宣言」と題する左派知識人「121人のマニフェスト」が発表された。これは「アルジェリア戦争を合法的な独立闘争であると認め、フランス軍が行っている拷問を非難し、フランス人の良心的兵役拒否者を政府が尊重することを政府と市民によびかける公開状」であり、さらに125人の署名を得て大規模な運動に発展した。「121人のマニフェスト」にはオーデン委員会の委員のほか、アンドレ・マンドゥーズ、アルチュール・アダモフ、ロベール・アンテルム、シモーヌ・ド・ボーヴォワール、モーリス・ブランショ、ジャン＝ポール・サルトル、アラン・ロブ＝グリエ、クロード・シモン、クロード・ランズマン、アラン・レネ、エドゥアール・グリッサン、ミシェル・レリス、シモーヌ・シニョレ、クロード・ロワ、フランソワーズ・ドボンヌ、ジャン＝ピエール・ヴェルナン、モード・マノーニ、アンリ・ルフェーヴル、ミシェル・ビュトール、アンドレ・マッソン、ジャン＝フランソワ・ルヴェル、ダニエル・ゲランらが署名し、シャトレ、ギー・ドゥボール、ローラン・シュヴァルツ、フランソワ・トリュフォー、フランソワーズ・サガンらはマニフェスト発表後に署名した。
ソルボンヌ大学哲学研究所の図書館で行われた会合で、労働インターナショナル・フランス支部（SFIO）の議員フランソワ・タンギー＝プリジャンの娘で哲学教員のミレイユ・プリジャンに出会い、1958年に再婚した（1968年に離婚）。1959年に共産党を離党し、1960年に結成された統一社会党に入党したが、まもなく離党。以後、政党との関わりは一切断ち、アルジェリアの歴史学者で民族解放戦線の活動家モハメド・ハルビ（Mohammed Harbi）を亡命させてかくまうなど、民族解放戦線がフランス本土で結成した「FLNフランス連合会（Fédération de France du FLN）」の活動を支援した。
一方、スターリン批判以降、マルクスを新たな視座で捉え直す動きが生まれ、1956年にエドガール・モラン、コスタス・アクセロス、コレット・オードリー、ロラン・バルト、ジャン・デュヴィニョー、フランソワ・フェイトらによってマルクス主義の哲学雑誌『アルギュマン』が創刊された。1962年に終刊となったが、シャトレは同誌に寄稿した論文をもとに博士論文を執筆した。

### 哲学の教育 - 五月革命以降
シャトレにとって、1968年の五月革命（Mai 68）が一つの転機となった。私生活では社会党のリオネル・ジョスパンの妹ノエル・シャトレと結婚し、息子のアントワーヌが生まれた。公的には、1969年に長年勤めた高等学校教員を辞任し、五月革命の精神を受け継いで労働者、外国人を含む、すべての人に開かれた大学としてヴァンセンヌ大学が創設された際に、ジル・ドゥルーズ、リオタール、ミシェル・フーコー、エレーヌ・シクスー、アラン・バディウ、ルネ・シェレール、ミシェル・セール、ダニエル・ベンサイドらの新傾向の哲学者とともに参加し、伝統的なパリ大学では扱われることのなかった分野を研究対象とする新しい学部を創設。シャトレはフーコー、ジル・ドゥルーズとともに哲学科を創設し、ギリシア哲学を担当。フーコーとジル・ドゥルーズは哲学史を担当し、それぞれ独自の研究方法やテーマを紹介した。シャトレはまた、哲学の「教育」という観点からも、講義形式だけでなくカリキュラムすら廃した哲学の「実践」を提唱した。
だが、歴史学の助手を務めたミシェル・ヴィノックが「フランス左翼行動主義の荒療治（abcès de fixation du gauchisme français）」と呼ぶヴァンセンヌ大学の試みは、運営面で多くの問題を抱えていたため、1980年にパリ郊外のサン＝ドニへの移転を余儀なくされ、パリ第8大学として再出発することになった。
1983年にシャトレはジャック・デリダ、ジャン＝ピエール・ファイユ（国立科学研究所）、ドミニック・ルクール（パリ第7大学）とともに、高等教育制度から独立した開かれた哲学のための国際哲学コレージュを創設した。これはヴァンセンヌ大学における哲学教育・実践の反省を踏まえてのことであり、同時にまた、「前衛」哲学の新たな試みであった。
この間、シャトレはパリ第1大学やパリ第3大学の政治思想史の講座、パリ政治学院の哲学のセミナーを担当し、パリ第10大学の政治社会学・哲学・人類学研究グループに参加した。
シャトレは1970年に発表した『教員の哲学』において、哲学教育の批判的分析だけでなく、フランス教育制度（特に大学教育）において哲学をどのように位置づけるか、哲学が社会においてどのような役割を担うべきかを問い直す必要があるという。そしてこのためには、教育課程の見直し、教育改革、教育機関の民主化よりむしろ、歴史との関連で哲学の意味を捉えなおすことによって、教育の問題をより広い文化的枠組みのなかに位置づけることが重要になる。この意味で、ヴァンセンヌ大学の試みは、従来の学問領域の「外に出て」、演劇、映画、音楽といった文化領域を対象とすること、言い換えるなら、「芸術の力を動員すること」であったし、哲学の教育は今後も、社会における思想の自由、文化に対する「権利」につながるものでなければならないと語っている。
1974年、シャトレが監修した『哲学史』（邦題『西洋哲学の知』）に対して、アカデミー・フランセーズのボルダン賞が与えられた。
1985年12月26日、パリにて死去、享年60歳。

## 著書
- Périclès et son siècle (ペリクレスとその時代), 1960 ; (再版) Complexes, 1982
- La naissance de l'histoire : la formation de la pensée historienne en Grèce (歴史の誕生 - ギリシアにおける歴史思想の形成), Minuit, 1961 ; (再版) UGE 10/18, 1974
- Logos et praxis : recherches sur la signification théorique du marxisme (ロゴスとプラクシス - マルクス主義の理論的意義に関する研究), Paris, SEDES, 1962, 1972 ; Logos et Praxis, Hermann, 2009
- Platon (プラトン), Paris, Gallimard, Collection « Folio », 1965, 1990
- Hegel (ヘーゲル), Le Seuil, 1968
- La philosophie des professeurs (教員の哲学), Grasset, 1970 ; (再版). 10/18, 1972
- Histoire de la philosophie. Idées. Doctrines (哲学史 - 思想、学説), (共著監修、全8巻) 1972-1973, (改題再版、全4巻) La philosophie, Marabout, 1979
  - 藤沢令夫監訳『西洋哲学の知 I - ギリシア哲学』白水社、各・新版1998年
  - 山田晶監訳『西洋哲学の知 II - 中世の哲学』白水社、1998年
  - 竹内良知監訳『西洋哲学の知 III - 近代世界の哲学 - ミュンツァーからライプニッツへ』白水社、1998年
  - 野沢協監訳『西洋哲学の知 IV - 啓蒙時代の哲学』白水社、1998年
  - 野田又夫監訳『西洋哲学の知 V - 哲学と歴史 - カントからマルクスへ』白水社、1998年
  - 花田圭介監訳『西洋哲学の知 VI - 産業社会の哲学 - ニーチェからフッサールへ』白水社、1998年
  - 田島節夫監訳『西洋哲学の知 VII - 人間科学と哲学』白水社、1998年
  - 中村雄二郎監訳『西洋哲学の知 VIII - 二十世紀の哲学』白水社、1998年
- La Révolution sans modèle (範のない革命), Mouton, 1974 - ジル・ラプージュ（フランス語版）、オリヴィエ・ルヴォー・ダロンヌ（フランス語版）共著
- Les marxistes et la politique (マルクス主義者と政治), Thémis, 1975 - エヴリーヌ・ピシエ=クシュネール（フランス語版）、ジャン＝マリー・ヴァンサン（フランス語版）共著
- Les Années de démolition (解体の年代), Hallier, 1976
- Chronique des idées perdues, conversations avec André Akoun (失われた思想の歴史- アンドレ・アクーン（フランス語版）との対話)), Stock, 1977
- Histoire des idéologies (思想史), (共著、全3巻) Hachette, 1978
  - (改題再版) Les idéologies, Marabout, 1981 - 共著・ジェラール・メレ（フランス語版）共同監修
- Questions, objections (疑問、反論), Denoël-Gonthier, 1979
- Les conceptions politiques du xxe siècle (20世紀の政治概念), PUF, 1982 - エヴリーヌ・ピシエ=クシュネール共著
- Histoire des conceptions politiques (政治概念の歴史), PUF, 1982 - オリヴィエ・デュアメル（フランス語版）、エヴリーヌ・ピシエ=クシュネール共著
- Dictionnaire des œuvres politiques (政治書事典), PUF, 1986 - オリヴィエ・デュアメル、エヴリーヌ・ピシエ=クシュネール共著
- Une histoire de la raison. Entretiens avec Émile Noël, Le Seuil, 1992
  - 『理性の歴史を語る - エミール・ノエルとの対話』宮崎隆・山形頼洋訳、青山社、1997年
- L’apathie libérale avancée et autres textes critiques (1961-1985) (進行したリベラルなアパシーほかの批判的テクスト (1961-1985)), Le Seuil, 2015